# Иролли, Винченцо
Винче́нцо Иро́лли (итал. Vincenzo Irolli; 30 сентября 1860, Неаполь, Королевство Италия — 27 ноября 1949, Неаполь, Италия) — итальянский живописец, писавший картины в стиле маккьяйоли.

## Биография

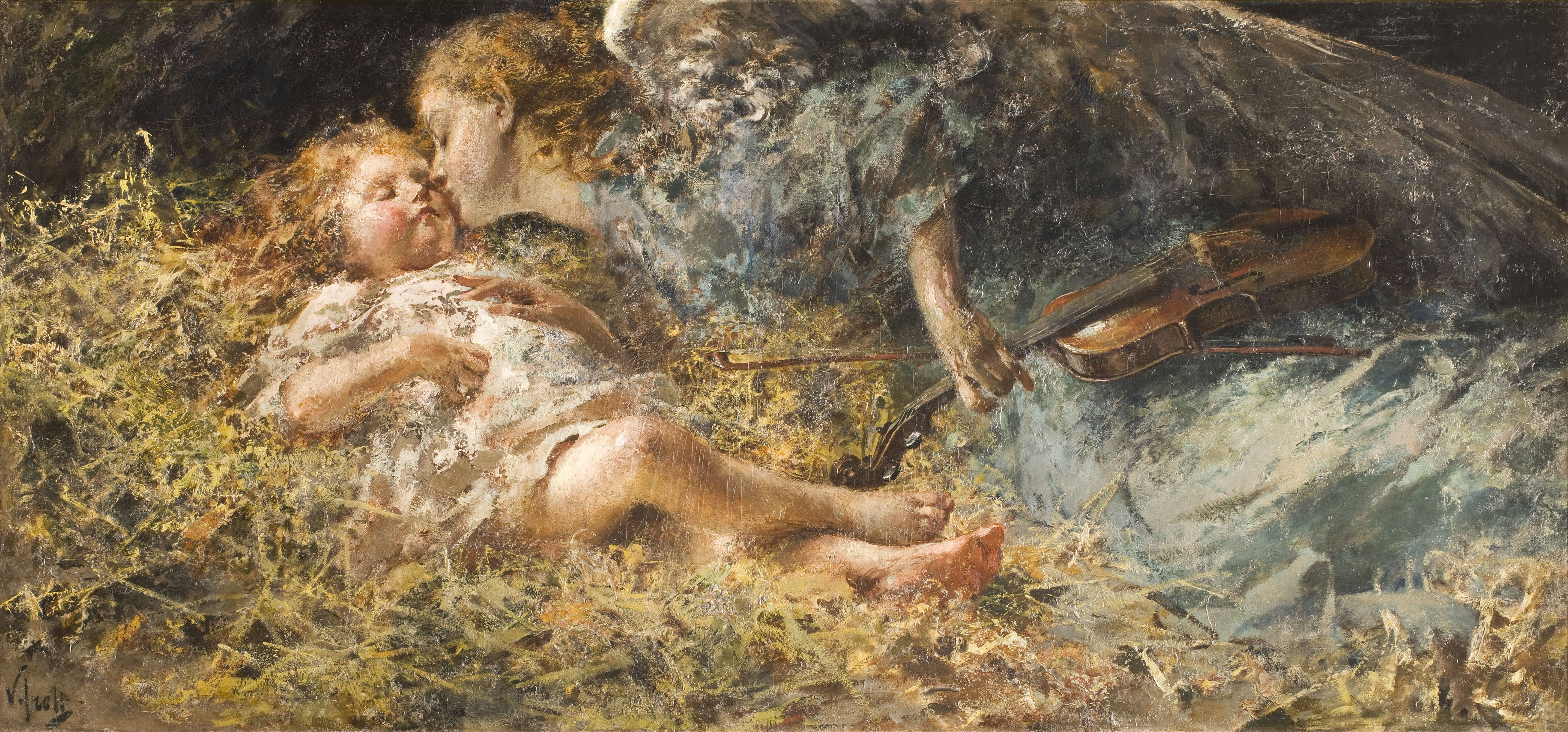
«Ангел-музыкант» (1900—1905). Холст, масло. Собрание Фонда Каприоло, Милан

Родился в Неаполе 30 сентября 1860 года в семье Луиджи Иролли и Клотильды, урождённой Феделе. С 1877 по 1880 год обучался в Институте изящных искусств (ныне Академия изящных искусств) в Неаполе у художников Джоаккино Тома и Федерико Мальдарелли и скульптора Станислао Листы. В 1879 году дебютировал на XV выставке Общества продвижения изящных искусств в Неаполе картиной «Счастливое воспоминание» и получил первую премию. В 1880 году в том же здании он выставил картины «Сикст Тарквиний» и «Посягательство на честь Лукреции» — полотна на исторические сюжеты в духе Доменико Морелли. Последний высоко оценил портреты, написанные Иролли, среди которых «Портрет художника Раффаэля Риццо», «Портрет Кармине Франки», «Портрет художника Гарибальди Гарани» и портрет «Адвокат монахов».
В 1880—1883 годах отбывал военную службу в Павии, во время которой продолжил писать картины. Сразу после военный службы участвовал на выставке Общества изящных искусств в Риме, и затем вернулся в Неаполь. В том же 1883 году Иролли познакомился с художниками Франческо Паоло Микетти и Джулио Аристидом Сарторио и философом Джованни Бовио. В 1884 году он участвовал на Генеральной выставке в Турине. В 1886 году — на выставке Академии Брера в Милане. В 1887 году — на Национальной выставке в Венеции.
В 1889—1890 годах, вместе с коллегами Винченцо Каприле, Винченцо Вольпе, Джузеппе Кашаро, Гаэтано Эспозито, Эдоардо Матания, Пьетро Скоппетта и Лукой Пастильоне, участвовал в декорировании кафе «Гамбринус» в Неаполе. В 1890 году он вступил в Художественный круг Неаполя. В конце 1880-х годов Иролли начал писать картины в стиле близком к натурализму. Его творчество этого периода близко творчеству Винченцо Вольпе, Винченцо Каприле, Рубенса Санторо и Паоло Ветри. Художник получил признание у критики и публики, прежде всего, как автор жанровой живописи. Принимал участие на многочисленных национальных и международных выставках. Картины Иролли пользовались большим спросом у покупателей. В 1891 году на выставке Общества продвижения изящных искусств в Неаполе его картину «Весна» приобрёл король Виктор Эммануил III. А картина «Рождество в Неаполе» на выставке в 1894 году в Берлине была куплена за двадцать три тысячи лир, рекордную по тем временам сумму. Последней прижизненной выставкой художника стал I Национальный ежегодник 1948 года в Кава де Тиррени. Умер в Неаполе 27 ноября 1949 года.